# Hug de Fenollet
Hug de Fenollet va ser un bisbe de València que va viure al segle xiv.
Fill de Pere de Fenollet i d’Urtx, primer vescomte d'Illa. Fou doctor en lleis, canonge de Lleida i paborde de Girona, abans de la seua accessió al bisbat de Vic. Com a canceller de Pere III (1344-54) representà un paper molt important. Fou destituït a les corts de Saragossa, per les pressions dels nobles aragonesos, que no volien un canceller català.
Com a bisbe de València tingué un sínode el 1350. Fou senyor de Puçol. Presidí un consell a València per als afers de Sardenya i per procurar reforços a la campanya (1353-54) que hi menava Pere III. Llegà notables obres d’orfebreria a la catedral de Vic.